# Mentana
Mentana is een gemeente in de Italiaanse provincie Rome (regio Latium) en ligt ten noordoosten van de stad Rome. Mentana telt 18.364 inwoners (31-12-2004). De oppervlakte bedraagt 24,1 km²; de bevolkingsdichtheid is 635 inwoners per km².
De volgende frazioni maken deel uit van de gemeente: Casali, Castelchiodato, Mezzaluna.

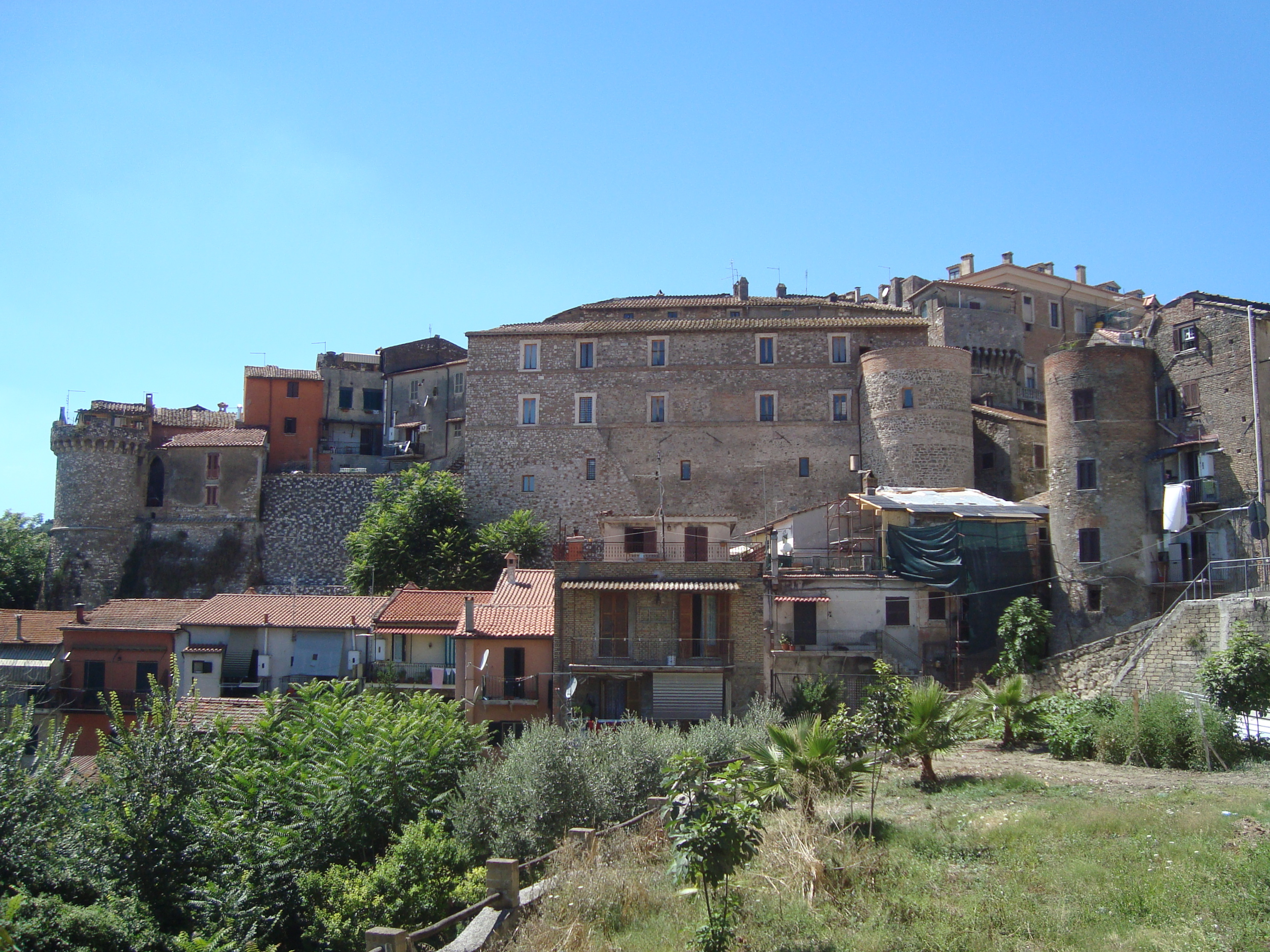
Mentana
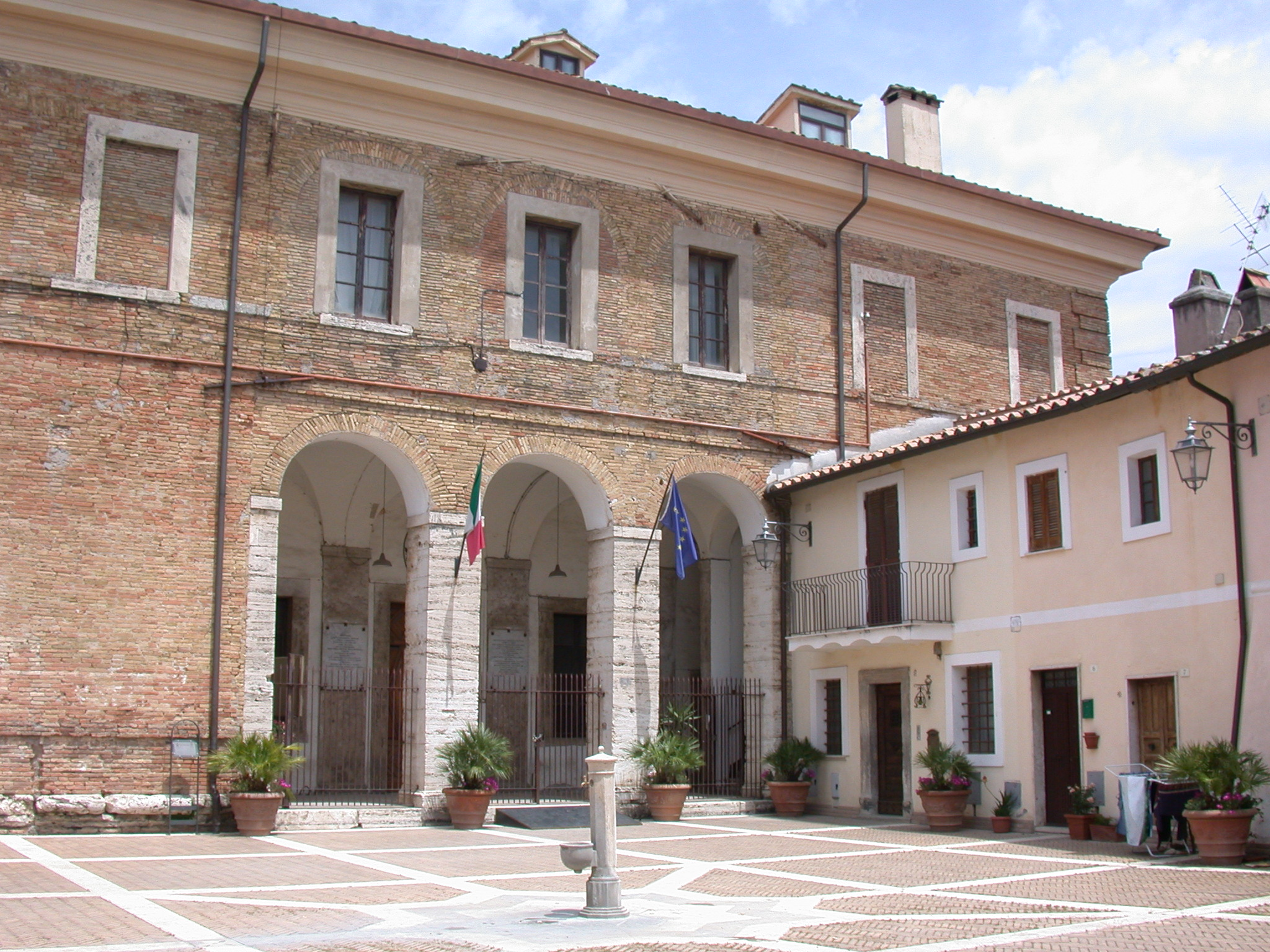
Kasteel van Mentana
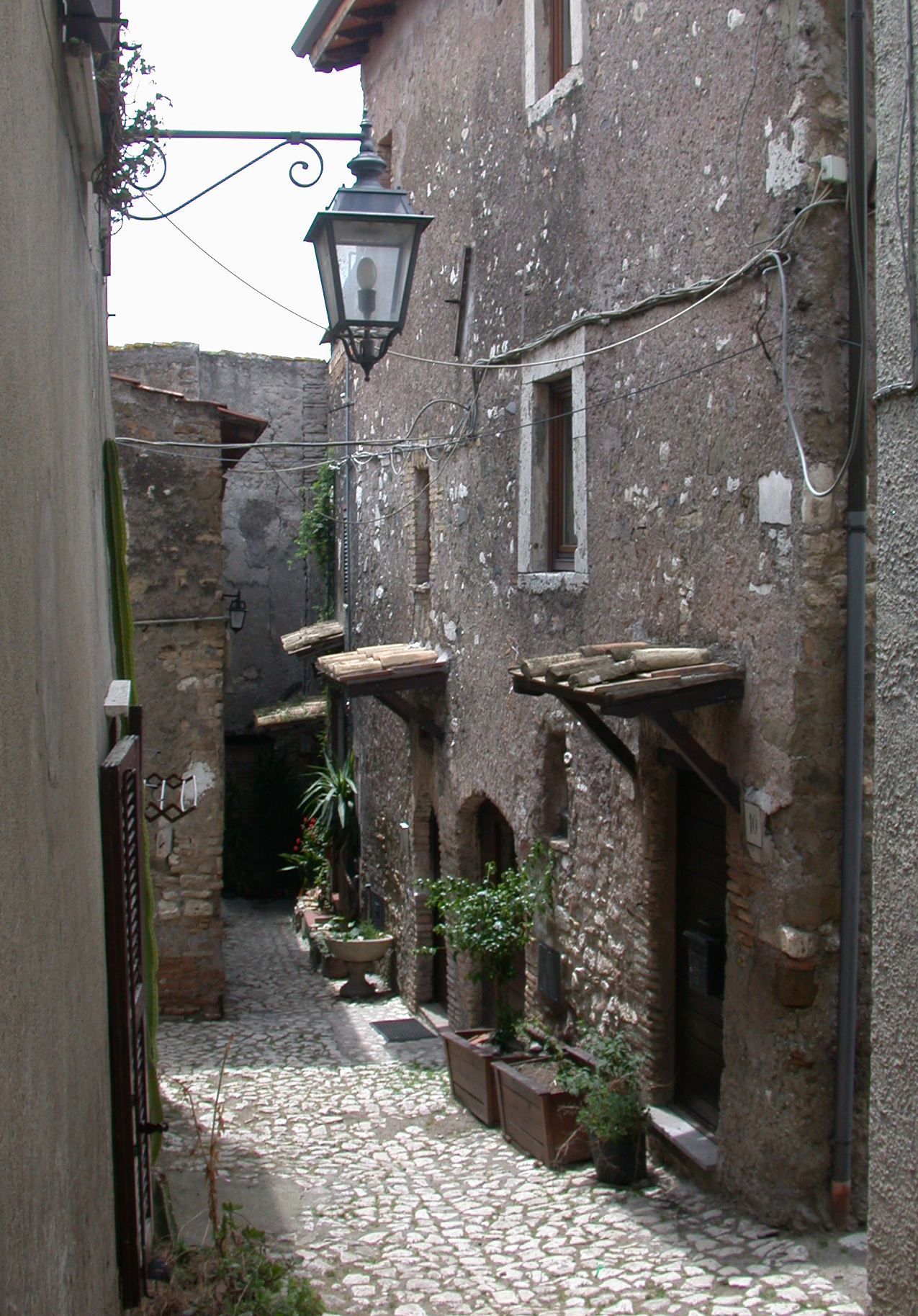
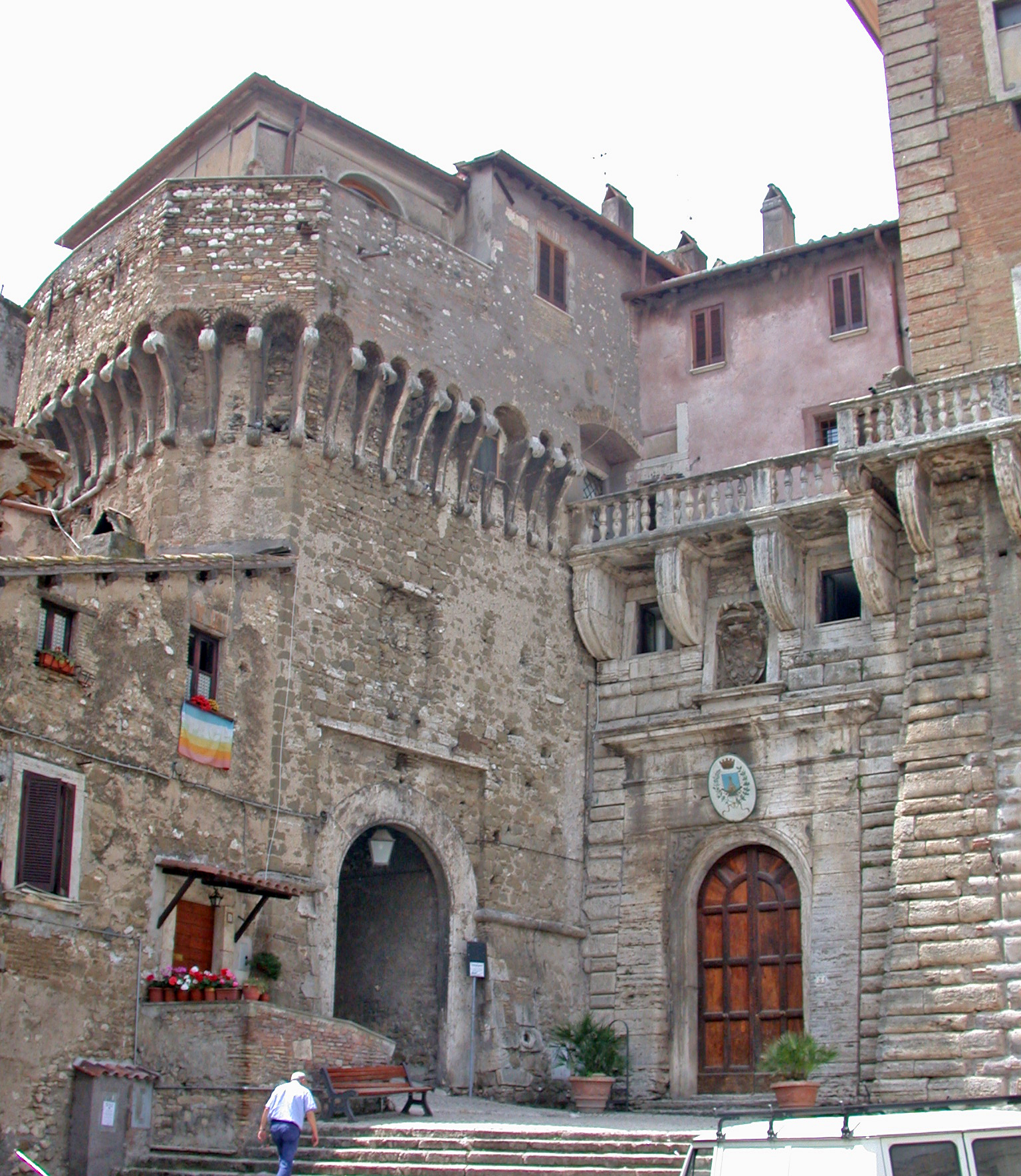
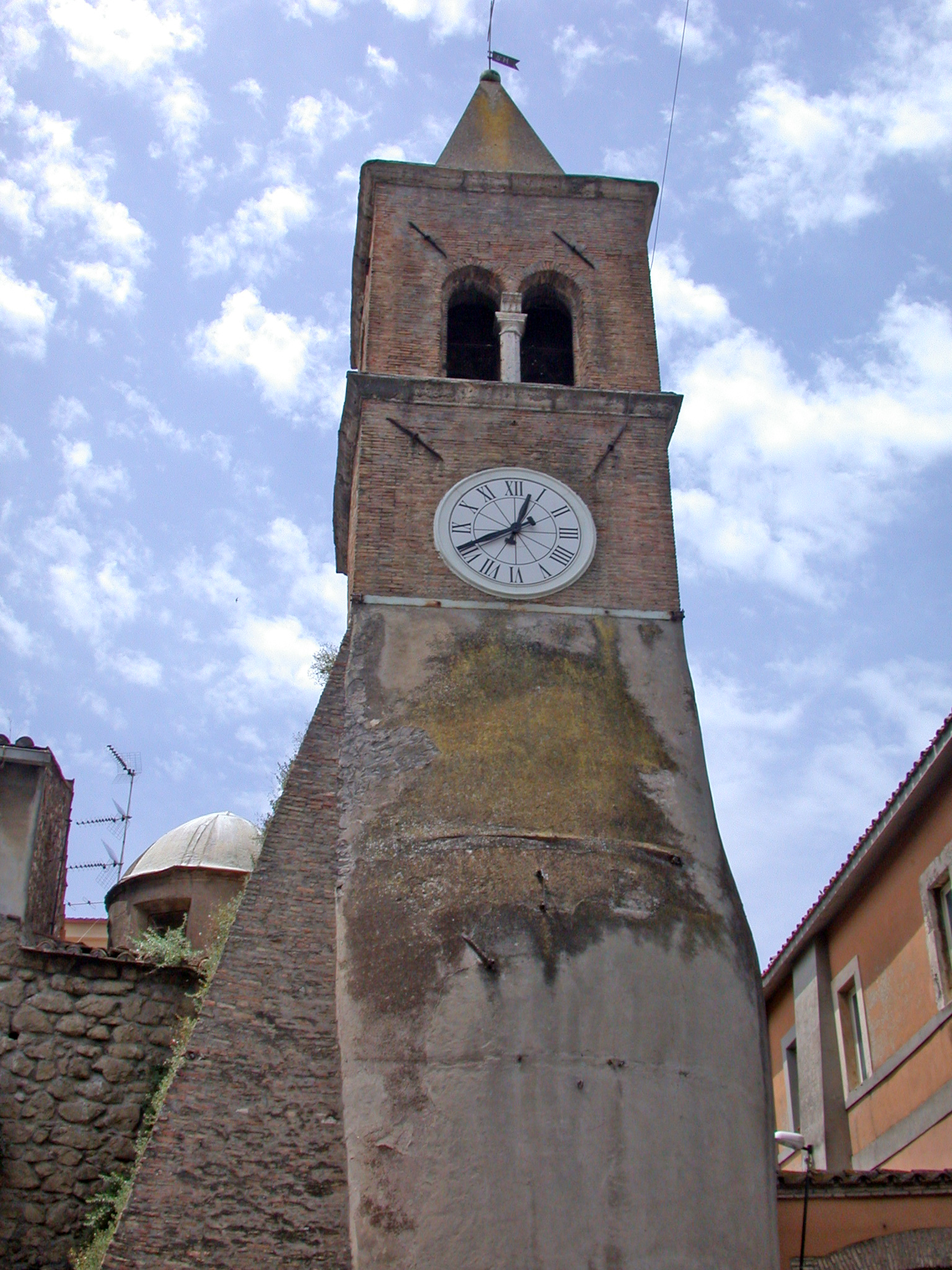

## Demografie
Mentana telt ongeveer 7174 huishoudens. Het aantal inwoners steeg in de periode 1991-2001 met 13,0% volgens cijfers uit de tienjaarlijkse volkstellingen van ISTAT.
| Jaar | Inwoneraantal |
| ---- | ------------- |
| 1991 | 14.413        |
| 2001 | 16.288        |

## Geografie
De gemeente ligt op ongeveer 150 m boven zeeniveau.
Mentana grenst aan de volgende gemeenten: Fonte Nuova, Monterotondo, Palombara Sabina, Rome, Sant'Angelo Romano.

## Geschiedenis
Mentana is bekend omwille van de Slag bij Mentana op 3 november 1867, waarbij de troepen van Giuseppe Garibaldi het opnamen tegen het Franse leger en de Pauselijke Zoeaven, die uiteindelijk de slag wonnen.